# Carlos María della Paolera
Carlos María della Paolera (Buenos Aires, 7 de septiembre de 1890-Buenos Aires, 15 de septiembre de 1960) fue un ingeniero y urbanista argentino. Della Paolera fue uno de los primeros urbanistas de la Argentina, especialidad que no se encontraba desarrollada en el país y que decidió estudiar en Francia. A su regreso a su país natal, Della Paolera desarrolló múltiples proyectos urbanísticos en la Argentina, siendo funcionario y colaborador de distintos municipios argentinos, además de ser uno de los primeros docentes de urbanismo de la Facultad de Arquitectura, Diseño y Urbanismo de la Universidad de Buenos Aires.

## Biografía
Della Paolera nació en Buenos Aires siendo hijo de un constructor italiano y sobrino del arquitecto Juan Antonio Buschiazzo. Comenzó sus estudios como Ingeniero Civil en la Universidad de Buenos Aires en 1912, con una tesis sobre infraestructuras urbanas. Al poco tiempo de su egreso se trasladó a París, donde estudió Urbanismo en el Instituto de Urbanismo de París entre 1921 y 1928. Della Paolera fue uno de los primeros sudamericanos en estudiar urbanismo, y a su regreso a la Argentina decidió incentivar la creación de la primera cátedra de Urbanismo en la Universidad de Buenos Aires en 1933, como lo haría también tiempo después en la Universidad Nacional de Rosario.
Tomó parte en distintos proyectos urbanísticos como la Ciudad Jardín Lomas del Palomar o la avenida San Martín de Junín, ambos en la provincia de Buenos Aires, entre otros.
Della Paolera es citado a menudo como el ideólogo de la Avenida 9 de Julio de Buenos Aires, ya que fue quien propuso por primera vez la expropiación de distintas manzanas alrededor de las calles Carlos Pellegrini, Bernardo de Irigoyen y Cerrito para crear un gran paseo subterráneo que sugirió llamar «Avenida Parque» al intendente José Guerrico, mientras se desempeñaba como Jefe de Urbanización de la Municipalidad de Buenos Aires, cargo que ocupó entre 1932 y 1939. Sin embargo, la puesta en marcha del proyecto comenzó tiempo después con Mariano de Vedia y Mitre en 1937, sin contemplar la idea de que fuese un paseo subterráneo.

## Homenajes
Una calle de la Ciudad de Buenos Aires lleva su nombre en el barrio de Retiro, como también en Río de Janeiro en el barrio de Tijuca, entre otras ciudades argentinas, como Mar del Plata.
Della Paolera es el creador del Día Mundial del Urbanismo, del cual diseñó su símbolo, celebrado en más de 30 países y utilizado por diversas organizaciones de urbanistas.